# Grammitis basalis
Grammitis basalis är en stensöteväxtart som först beskrevs av William Ralph Maxon, och fick sitt nu gällande namn av David Bruce Lellinger. Grammitis basalis ingår i släktet Grammitis och familjen Polypodiaceae. Inga underarter finns listade.